# باراغواي
باراغواي أو الباراغواي أو البرغواي (/ˈpærəɡwaɪ/; ‎es‏) أو رسميًا جمهورية باراغواي (بالإسبانية: República del Paraguay)، دولة غير ساحلية تقع في قارة أمريكا الجنوبية، يبلغ عدد سكانها حوالي 6.1 مليون نسمة، يعيش ما يقرب من 2.3 مليون منهم في العاصمة وأكبر مدينة أسونسيون، والمنطقة الحضرية المحيطة بها. وهي دولة داخلية لا تطل على محيطات أو بحار، تحيط بها بوليفيا والبرازيل والأرجنتين. يتركز معظم سكانها في الجزء الشرقي منها، بين نهري بارانا و (باراغواي)، وهي تشتهر بزراعة فول الصويا والقطن، والتبغ، والأرز، والقمح، وتربية المواشي. واللغة الرسمية فيها هي الإسبانية والغوارانية.
والمدن الرئيسية بالإضافة للعاصمة أسونسيون: سيوداد ديل استي، سان لورنزو، بيدرو خوان كاباليرو، فيرناندو دي لا مورا، وبيلار، فيلاريكا، كورونيل اوفيدو، ماريانو روكي الونسو وكونسبثيون.

## أصل التسمية
أخذت البلاد اسمها من نهر باراغواي الذي يشطرها إلى جزئين ويمر كذلك بالأرجنتين وبوليفيا والبرازيل، والاسم مشتق من اللغة الغوارانية: بارا (أنواع متعددة) وغوا (نهر) فيكون معناها الحرفي (نهر الأنواع المتعددة).
غير أن ثمة جدل بين المؤرخين وعلماء أصل الأسماء حول ذلك، وأشهر الآراء التي خرجت حول أصل التسمية هي:
1. النهر الذي ينتج بحرا (غير معلوم قائله).
2. رأى الضابط والمهندس الإسباني (أليكس دى أثارا) أن الاسم أصله (باياغواي Payaguá-ý) ويعني (نهر الباياغوا) والباياغوا قبيلة من هنود الغوايكورو الذين عاشوا في سهول غران تشاكو بوسط أمريكا الجنوبية، ورأى دى أثارا أيضا أن ثمة زعيم قبلي عاش في المنطقة كان يدعى (باراغوايو).
3. اعتقد الكاتب والمؤرخ الأرجنتيني من أصل فرنسي (بول غروساك) أن الاسم يعني حرفيا (النهر الذي يتدفق في المستنقع) والمستنقع هنا هو مستنقعات البانتانال المعروفة في جنوب البرازيل وشمال باراغواي وبوليفيا.
4. قال الرئيس الباراغواياني الأسبق (خوان ناتاليسيو غونساليس) {ت. 1966} إن معنى اسم باراغواي (نهر القاطنين عند البركة).
5. ذكر الكاهن اليسوعي البيروفي (أنتونيو رويس دى مونتويا) أن الاسم يعني (النهر المتوج).

## التاريخ
خاضت باراغواي في تاريخها عددًا من الحروب سواء مع جيرانها في أمريكا الجنوبية أو من خلال الصراعات الداخلية فيها. من الحروب التي مرت على باراغواي حربها مع البرازيل والأرجنتين والأوروغواي، المعروفة بحرب الباراغواي، وذلك في الفترة ما بين 1865- 1870. وقد تكبدت باراغواي في هذه الحرب العديد من الخسائر حيث استنزف العديد من شبابها ورجالها، بالإضافة لفقدها للعديد من الأراضي. تلت هذه الحرب حرب أخرى ولكن هذه المرة داخلياً حيث حدثت العديد من الصراعات على السلطة، فتوالى على البلاد العديد من الرؤساء في الفترة ما بين 1879 – 1932 م. وقد سيطرت هذه الحروب والصراعات على البلاد الأمر الذي أدى إلى تأخرها في العديد من الأنشطة والذي يأتي في مقدمتها النشاط الاقتصادي الذي تدهور كثيرًا بسبب تلك الحروب.
بَارَاجْوَاي دولة صغيرة تقع بالقرب من الجزء الأوسط من أمريكا الجنوبية، تحدّها اليابسة من جميع جهاتها وتحيط بها ثلاث دول هي الأرجنتين وبوليفيا والبرازيل، ويجري فيها نهر باراغواي الذي يخترق البلاد من الشمال إلى الجنوب فيقسمها إلى إقليمين من اليابسة يختلفان بشكل واضح. فإلى الغرب من النهر هناك إقليم تشاكو، وهي منطقة منبسطة قليلة الكثافة السكانية، وتتميز بالأعشاب الخشنة، والغابات ذات الأشجار الخفيضة، والسبخات المالحة. أما إقليم باراغواي الشرقية ففيه الهضاب المتموجة، والتربة الخصبة، والغابات الكثيفة.

### العهد المبكر
كان الهنود الغوارانيون أول من أقام فيما وهم يعرفون اليوم بباراغواي والذين يتصفون بميلهم إلى السلم، ويزرعون الذرة الشامية والمحاصيل الأخرى، ويصطادون الحيوانات البرية والأسماك، ويجنون الفواكه البرية. وفي أوائل القرن السادس عشر الميلادي أصبح الأسبان والبرتغاليون أول المستكشفين البيض الذين جاءوا إلى باراغواي. كان هؤلاء يبحثون عن طريق عبر القارة إلى بيرو وما تكتنزه من فضة وذهب. وفي عام 1537م قام شخص أسباني يدعى خوان دي آيولاس، برحلة في اتجاه منبع نهر بارانا ونهر باراغواي إلى أن وصل إلى نقطة شمال آسنسيون الحالية. ثم توجه إلى الداخل عن طريق إقليم تشاكو، في حين قام أفراد جماعته، الذين تخلفوا عنه ببناء حصن في آسنسيون. وهكذا، وتحت قيادة دومينغو مارتينيز دي إرالا، غدت مستوطنة آسنسيون مقر حكومة بالنسبة لجميع المستعمرات الأسبانية في الجزء الجنوبي الشرقي من أمريكا الجنوبية.

### الحملات التنصيرية
بدأت البعثات التنصيرية من جماعة اليسوعيين في التوافد إلى باراغواي عام 1588م لتحويل الغوارانيين إلى طائفة الرومان الكاثوليك. وعمدت تلك البعثات إلى إقامة مستوطنات تنصيرية أُطلق عليها اسم المؤسسات الإصلاحية وهناك كان الهنود يسكنون ويشتغلون. ولقد قام اليسوعيون بتعليم الغوارانيين عددًا من المهارات من بينها الحياكة، والنجارة، والطباعة. وكان معظم الهنود يحرثون الأرض، أو يرعون الماشية، ولقاء ذلك كانوا يحصلون على الطعام والكساء والسلع الأخرى. وهكذا صارت الإصلاحيات مستوطنات مزدهرة تصدِّر القطن، والتبغ، والماتيه، وجلود الحيوانات، والأخشاب. ومع حلول الثلاثينيات من القرن الثامن عشر الميلادي كان اليسوعيون قد أنشأوا زهاء ثلاثين إصلاحية، بلغ إجمالي عدد أفرادها نحو 140,000 نسمة.
وقد بلغ الأمر بالكثير من المستعمرين الإسبان، أن صاروا ينظرون بعين الحسد إلى ثراء اليسوعيين وسطوتهم، ورغبوا أن يستغلوا اليد العاملة من الهنود بالأجر الزهيد للعمل في مزارعهم. أما اليسوعيون فكانوا يشعرون أنهم يوفرون للهنود الحماية من رق يتهددهم، وجهزوا الجيوش لحماية أمن الإصلاحيات. ولقد تمخضت الشكاوى التي رفعها المستعمرون بخصوص سيطرة اليسوعيين عن قيام الملك تشارلز الثالث ملك إسبانيا بطرد اليسوعيين من مختلف الأراضي الأسبانية 1767م. فغادر اليسوعيون باراغواي، وتم هجر المؤسسات الإصلاحية. وهكذا استأنف بعض الهنود أنماط حياتهم السابقة، وأما الآخرون فراحوا يعملون لدى المستعمرين الإسبان.

### الاستقلال
طوال فترة القرنين السابع عشر والثامن عشر الميلاديين كان الكثير من الباراغواويين يشعرون بأن إسبانيا قد أهملت مستعمرتهم، وكانوا يبدون استياءهم إزاء الضرائب التي كانت تفرضها الدولة الأم. وفي عام 1776م ألحقت أسبانيا باراغواي بمستعمرة كبرى تدعى نيابة الملك في لابلاتا. وغدت مدينة بوينس آيرس في الأرجنتين عاصمة نيابة الملك هذه. ولقد ساء الباراغواويين أن تفرض عليهم الأوامر من بوينس أيريس، وفي عام 1811م أطاحوا بالحكم الإسباني في آسنسيون، وأعلنوا استقلالهم. وعمدوا إلى تشكيل جمعية تدير دفة الحكم في دولتهم الجديدة.
وفي عام 1814م، اختارت الجمعية محاميًا من أبناء باراغواي وهو خوزيه غاسبار رود ريغويز دي فرنسيا ليتسلم رئاسة الحكومة. وبعد سنتين، نصبته الجمعية حاكمًا مطلقًا مدى الحياة. وقد حكم فرنسيا مستخدمًا القوة العسكرية، وكان عديم الثقة في الأجانب، لذا فقد حظر الهجرة إلى بلاده، وحظر أيضًا التبادل التجاري مع الدول الأخرى. وهكذا انعزلت باراغواي عن سائر دول العالم، إلا أنه صار لديها شعور قوي بالوحدة والاستقلال.
وفي عام 1840م توفي فرنسيا، فعمدت الجمعية إلى اختيار كارلوس أنطونيو لوبيز ليتسلم مقاليد الحكم في البلاد. وفي عام 1844م أقرت جمعية أخرى دستورًا جمهوريًا، وتبنت تسمية لوبيز رئيسًا للجمهورية. ولقد مارس لوبيز الحكم، شأنه في ذلك شأن فرنسيا حاكمًا مطلقًا، إلا أنه اتبع سياسة على النقيض من سياسة فرنسيا؛ فقد شجع على التبادل التجاري واستقدم الفنيين الأجانب ودعاهم إلى الاستقرار في باراغواي، كما أنه قام بشق الطرق، وإنشاء المدارس، وإيجاد جيش قوي الجانب.

### تحطيم القوة العسكرية
في عام 1862م توفي لوبيز، فانتخبت الهيئة التشريعية الباراغواوية ابنه فرانسيسكو سولانو لوبيز رئيسًا للجمهورية، ومنحته سلطات مطلقة. ولقد امتعض لوبيز من الجارتين الكبريين، الأرجنتين والبرازيل، ورغب في تقوية نفوذ بلاده في المنطقة. ففي عام 1864م وصلت الأمور به إلى محاربة البرازيل، وبعد أن رفضت الأرجنتين السماح للقوات الباراغواوية بعبور أراضيها لمهاجمة البرازيل، أعلن لوبيز الحرب على الأرجنتين. فتحالفت قوات الأرجنتين والبرازيل والأروغواي عام 1865م، وخاضت ضد باراغواي حرب التحالف الثلاثي أو ما يدعى بـ الحرب الباراغواوية. ولقد استمرت الحرب حتى عام 1870م عندما لقي لوبيز مصرعه، واستسلمت باراغواي. دمرت الحرب باراغواي تدميرًا هائلاً، وهبط عدد السكان من قرابة 525,000 نسمة عام 1865م، إلى نحو 220,000 عام 1871م.
وبعد أن وضعت الحرب أوزارها، ابتليت البلاد بصراعات على السلطة فيما بين فئات سياسية متنافسة، إذ تعاقب على رئاسة حكومة باراغواي أكثر من ثلاثين رئيسًا للجمهورية ما بين 1870 و1932م.

### حرب تشاكو
كذلك أدى النزاع حول ملكية إقليم تشاكو إلى انخراط باراغواي في الحرب مع بوليفيا عام 1932م، عرفت بحرب تشاكو. ومرة أخرى تكبدت باراغواي الكثير من الضحايا. وفي عام 1935م وقَّعت الدولتان على معاهدة صلح. ويُذكر أنه بموجب التسوية النهائية عام 1938م تم تعيين حدود جديدة لباراغواي، أعطتها جزءًا من إقليم تشاكو ذا أهمية اقتصادية .

### القلاقل السياسية
استمرت القلاقل السياسية في تعكير صفو باراغواي بعد انتهاء حرب إقليم تشاكو؛ فقد توالى على رئاسة الحكومة مرة أخرى عدد من رؤساء الجمهورية اعتلوا سدة الحكم وسط تذمر عارم حول تدني مستوى المعيشة، وعدم كفاية الخدمات العامة، ورداءة ظروف العمل. ويُذْكر أن اقتصاد باراغواي قد تحسن إبان الحرب العالمية الثانية (1939م - 1945م). وقد قدمت الولايات المتحدة القروض، والمساعدات الأخرى لكسب ود باراغواي. وقد أعلنت باراغواي الحرب على ألمانيا واليابان عام 1945م، إلا أنه لم تخض الحرب أية قوات باراغواوية.
اندلعت في باراغواي عام 1947م حرب أهلية إثر محاولة للمتمردين الإطاحة بالرئيس هيجينيو مورينيغو، الذي استمر في الحكم الاستبدادي منذ عام 1940م. وقد سُحق التمرد، إلا أن حزب كولورادو الذي كان مؤيدًا لمورينيغو من قبل انشق إلى جماعتين، وقد انتهى الأمر بمورينيغو إلى أن أُجبر على مغادرة البلاد، فتصارعت جماعتا كولورادو المتنافستان على السلطة. وقد تمكن فيديريكو شافيز، زعيم إحدى الجماعتين، من الاستيلاء على السلطة عام 1950م. إلا أن الجنرال ألفريدو سترويسنر، القائد الأعلى للقوات المسلحة وزعيم الجماعة الأخرى، أجبر شافيز على الاستقالة عام 1954م. وقد رشح سترويسنر نفسه باسم حزب كولورادو في الانتخابات التي جرت في وقت لاحق من العام ذاته، وانتخب رئيسًا للجمهورية بدون معارضة.

### حكم سترويسنر والإطاحة به
لقد عمد سترويسنر إلى استخدام سلطات الجيش والشرطة للاحتفاظ بالسيطرة على الحكومة، وقد أعيد انتخابه سبع مرات ما بين عامي 1958م و1988م. وقد عمدت الحكومة إلى الزج بالعديد من مناوئيها في السجن وإلى إبعاد الآخرين خارج البلاد. وقد تمكن سترويسنر من خلال توطيده الاستقرار السياسي من أن يجتذب المساعدات والاستثمارات الأجنبية، وشرع في برنامج واسع النطاق للتنمية الاقتصادية. وقد بدأت الحكومة بمشاريع ترمي إلى تحديث الزراعة، وشق الطرق، وتطوير صناعات جديدة، كما عملت الحكومة على تمتين الروابط الاقتصادية مع البرازيل، وبالتالي أسهمت في تطوير الأقاليم الواسعة في أقصى الجزء الشرقي من باراغواي.
لقد أسفر حكم سترويسنر عن إحراز تقدم اقتصادي لدى بعض الباراغواويين، والذي أدى بدوره إلى الاستقرار السياسي، إلا أن ذلك كان على حساب نظام ديمقراطي حر ومفتوح؛ فقد تنامى عدد الباراغواويين الذين يطالبون بمزيد من الحقوق السياسية والإنسانية. وفي أوائل عام 1989م تمت الإطاحة بسترويسنر بانقلاب تزعمه الجنرال أندريس رودريغيز ،وهو أحد أعضاء حزب كولورادو الحاكم، وانتخب رئيسًا للجمهورية في مايو عام 1989م بعد إقرار دستور جديد للبلاد في يونيو 1992م، أجريت أول انتخابات ديمقراطية تعددية في مايو 1993م، فاز حزب كولورادو بأغلب مقاعد مجلسي الشيوخ والنواب واختير زعيمه خوان كارلوس واسموسي رئيسًا للبلاد. اغتيل نائب رئيس البلاد لويس ماريا أرغانا ‏ عام 1999م، واتهم مجلس الكونغرس الوطني (البرلمان) الرئيس راول كوباس جراو ورئيس أركان الجيش السابق لينو أوفيدو سيلفا بالتخطيط لعملية الاغتيال. قدم الرئيس استقالته، وفر بصحبة أوفيدو إلى خارج البلاد. تولى رئيس مجلس الشيوخ لويس أنجيل غونزاليس ماكي رئاسة الدولة.

### نهاية 61 عام من الحكم الملون
كان فرناندو لوغو الشخص الذي تمكن من جمع اليسار والحركات الشعبية والمنشقة في عدة قطاعات، وذلك من خلال مشروع تحول اجتماعي والذي يمكن وصفه بأنه وسط يسار. إن نضال العمال والفلاحين والطلاب ورباب المنازل وقطاعات من أصحاب الشركات كانت النقاط التي توجه برنامج كم فرناندو لوغو، والذي يأمل أن يتجاوز الإدارة السيئة للشأن السياسي للحكومات السابقة، وهذا شكل آمل مهم في ديمقراطية تعمل لدعم السياسة الاجتماعية.
لقد برز الأب لوغو على الساحة الوطنية عندما كان يشغل منصب ارشمندت في سان بدور، حيث تعتبر هذه المنطقة واحدة من أكثر المحافظات فقرًا في الباراغواي، وبرز بالتزامه ومساندته لنضال الفلاحين اللذين قاوموا الغزو الكبير للمزارعين لكبار من وطنيين وبرازيليين، وكثير من القطاعات الشعبية اليسارية تعتبره مرجع للتحركات الشعبية، مما دفع عدة حركات اجتماعية إلى دعم ترشحه للانتخابات الرئاسية في العام 2008، ونال هذا الاقتراح بعد ذلك دُعِّمَ من قِبل قطاعات محافظة والأحزاب التقليدية.
وعليه كان هناك قطاعات مهمات في دعم ترشح فرناندو لوغو للرئاسة، من طرق المعسكر الاجتماعي والشعبي والذي كان يجمع التحركات الشعبية ومنظمات اليسار، ومن الطرف الآخر التجمع الوطني الذي كان يمثل أحزاب اليمين الموجودة في المعارضة. وباتحاد القطاعات نشأ التحالف الوطني من أجل التغيير والذي منح لوغو المنصة السياسية في الانتخابات.
لم يشارك اليسار كله في هذا التحالف وإنما شارك أغلبيته في هذا التحالف، وكانت القطاعات والأحزاب التي شاركت متعددة من وجهة النظر الإيديولوجية ولكنهم تمكنوا من توحيد جهودهم على أساس الإجماع على تعميق الديمقراطية وإعطائها مضمون اجتماعي، وكان يشكل جزء من الأحزاب التقدمية واليسارية في التحالف الحزب الثوري فيبريريستا والحزب الديمقراطي التقدمي، وحزب اللقاء الوطني، وحزب دولة تضامنية وحزب الجبهة الموسعة والحركة الشعبية تيكوخوخا وحزب الحركة من أجل الاشتراكية.

## السياسة والحكومة

### التقسيم الإداري

إدارات الباراغواي

الباراغواي تتكون من 17 إدارة (بالأسبانية: Departamentos مفردها: Departamento ) وضاحية عاصمة واحدة (Distrito Capital). وهي تعتبر المستوى الإداري الأول في الدول.
تنقسم الدولة إلى إقليمين «الإقليم الغربي» أو يطلق عليه تشاكو وتحتوي على إدارة بوكويرون وإدارة الرئيس هايز وإدارة ألتو باراغواي، والإقليم الشرقي ويحتوي على الأقاليم الأخرى والضاحية العاصمة.
| الأيزو | الإدارة             | العاصمة             | تعداد السكان (2002) | المساحة (كم²) | الضواحي |
| ------ | ------------------- | ------------------- | ------------------- | ------------- | ------- |
| ASU    | الضاحية العاصمة     | أسونسيون            | 512,112             | 117           | 6       |
| 1      | إدارة كونسيبسيون    | كونسيبسيون          | 179,450             | 18,051        | 11      |
| 2      | إدارة سان بيدرو     | سان بيدرو           | 318,698             | 20,002        | 20      |
| 3      | إدارة كورديليرا     | كاكوب               | 233,854             | 4,948         | 20      |
| 4      | إدارة غويرا         | فيلاريكا            | 178,650             | 3,846         | 18      |
| 5      | إدارة كاغوازو       | كورونيل أوفييدو     | 435,357             | 11,474        | 23      |
| 6      | إدارة كازابا        | كازابا              | 139,517             | 9,496         | 11      |
| 7      | إدارة إيتابوا       | انكارناسيون         | 453,692             | 16,525        | 30      |
| 8      | إدارة ميشينس        | سان خوان باوتيستا ‏  | 101,783             | 9,556         | 10      |
| 9      | إدارة باراغواري     | باراغواري           | 221,932             | 8,705         | 17      |
| 10     | إدارة ألتو بارانا   | سيوداد ديل استي     | 558,672             | 14,895        | 22      |
| 11     | الإدارة الوسطى      | أريغوا              | 1,362,893           | 2,465         | 19      |
| 12     | إدارة نيمبوكو       | بيلار               | 76,348              | 12,147        | 16      |
| 13     | إدارة أمامباي       | بيدرو خوان كاباليرو | 114,917             | 12,933        | 5       |
| 14     | إدارة كانينديو      | سالتو ديل غويرا ‏    | 140,137             | 14,667        | 13      |
| 15     | إدارة الرئيس هايز   | فييلا هايز          | 82,493              | 72,907        | 9       |
| 16     | إدارة ألتو باراغواي | فويرتي أوليمبو      | 11,587              | 82,349        | 5       |
| 17     | إدارة بوكويرون      | فيلادلفيا           | 41,106              | 91,669        | 6       |
| -      | باراغواي            | أسونسيون            | 5,163,198           | 406,752       | 261     |

### نظام الحكم
باراغواي هي جمهورية ديمقراطية تمثيلية، مع نظام التعددية الحزبية والفصل بين السلطات في ثلاثة فروع. يمارس السلطة التنفيذية فقط من قبل رئيس الجمهورية الذي هو رئيس الدولة ورئيس الحكومة. تناط السلطة التشريعية في مجلسي الكونغرس الوطني. تناط السلطة القضائية في المحاكم ومحاكم القانون المدني والمحكمة العليا المكونة من تسعة أعضاء من العدل، وجميعهم مستقلة عن السلطة التنفيذية والسلطة التشريعية.

### الخريطة السياسية للباراغواي
الحكومة الوطنية. نص دستور باراغواي الذي تم إقراره عام 1992م، على صيغة ديمقراطية للحكم، وعلى ضمان الحقوق الإنسانية والسياسية للمواطنين. وبموجب أحكام الدستور، ينتخب المقترعون رئيس الجمهورية الذي يمثل رئيس حكومة باراغواي، لمدة خمس سنوات. ولا يمكن أن يعاد انتخابه مرة أخرى، كما أن له صلاحيات واسعة، من بينها حل الهيئة التشريعية الوطنية وتعيين مجلس الوزراء الذي يترأس أعضاؤه الإدارات الحكومية.
تتألف الهيئة التشريعية في باراغواي، وهي مجلس الكونغرس الوطني، من مجلس الشيوخ الذي يضم خمسة وأربعين عضوًا، ومن مجلس النواب الذي يضم ثمانين عضوًا. وينتخب هؤلاء الأعضاء لمدة خمس سنوات.

### الحكومة المحلية
تسيطر الحكومة الوطنية على الإدارات المحلية في باراغواي سيطرة كبيرة. وينقسم القطر إلى سبع عشرة إدارة، تنقسم كل إدارة منها بدورها إلى وحدات أصغر. وينتخب رئيس كل إدارة بوساطة الانتخاب المباشر.
ظلت الرابطة الجمهورية الوطنية ـ أو ما هو متعارف عليه بين أوساط الشعب باسم حزب كولورادو ـ تسيطر على الحكم في باراغواي منذ عام 1947م وحتى عام 1993م، عندما أجريت أول انتخابات ديمقراطية. وثمة أحزاب سياسية أخرى مرخص لها ائتلفت فيما بينها تحت اسم التحالف الديمقراطي، وأصبحت المعارضة الرئيسية لحزب كولورادو، إلا أن حزب كولورادو لايزال مسيطرًا على الساحة السياسية منذ سنين. ومما يذكر أن عناصر المجندين في القوات المسلحة ليس لهم الحق في الاقتراع وهم تحت الخدمة الإلزامية. ومن جهة أخرى يوجب القانون الاقتراع على سائر المواطنين ممن بلغوا الثامنة عشرة من العمر أو تجاوزوها.

### القضاء
تعد محكمة العدل العليا أعلى محكمة في باراغواي. ويتولى مجلس الشيوخ تعيين قضاة المحكمة من بين مرشحين يقدمهم مجلس يتكون من نواب الحكومة والمحامين وأساتذة القانون. ويضطلع قضاة محكمة العدل العليا بمهامهم إلى سن الخامسة والسبعين. ويشتمل جهاز المحاكم في الدولة أيضًا على محاكم الاستئناف، والعديد من المحاكم الدنيا.

### القوات المسلحة

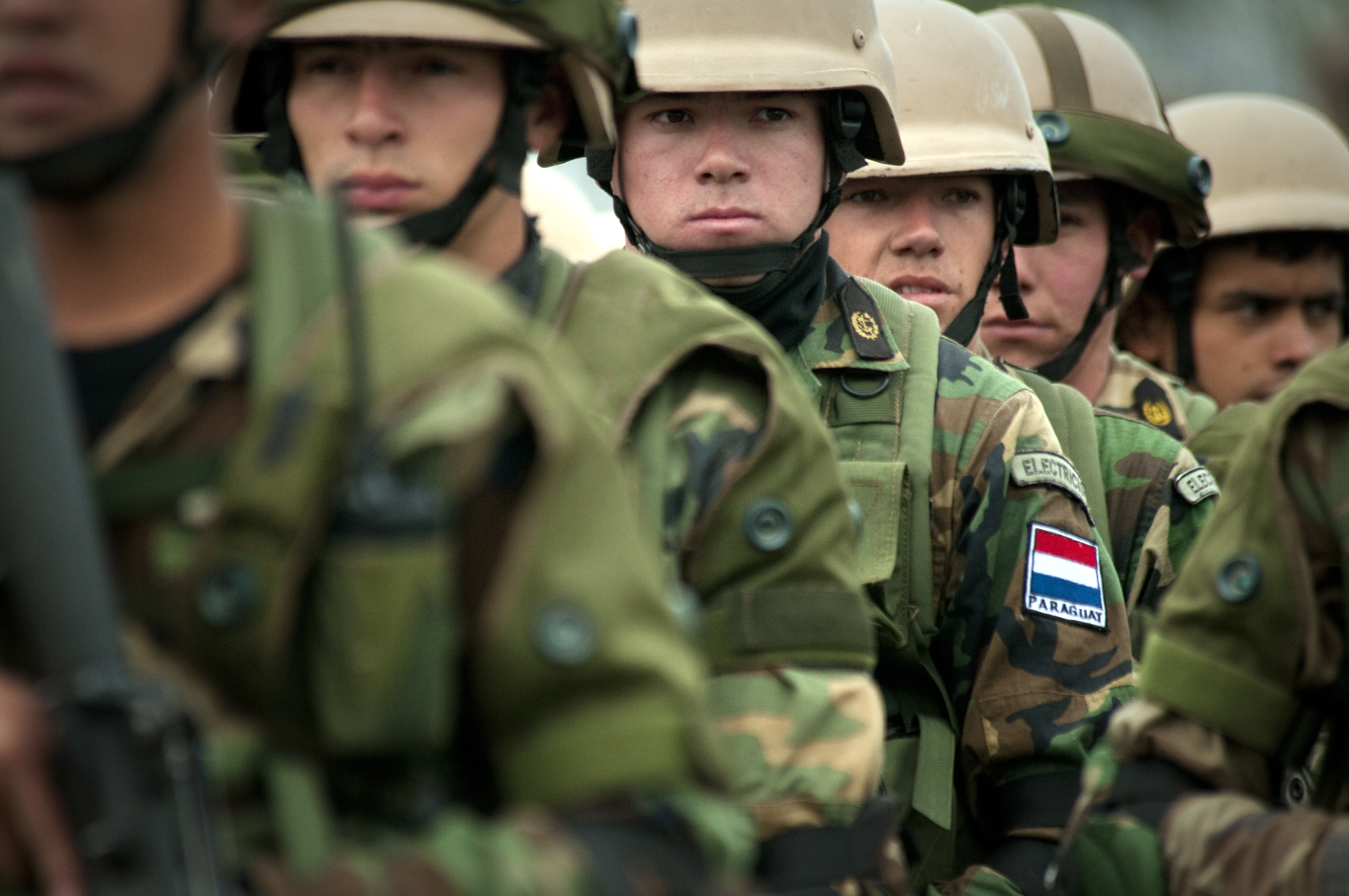
باراغواي مشاة البحرية في قاعدة البحرية ANCON

تتكون الجيش باراغواي باراغواي الجيش والبحرية (بما في ذلك الطيران البحرية ومشاة البحرية) والقوات الجوية.
دستور باراغواي يضع رئيس باراغواي كقائد أعلى للقوات المسلحة.
باراغواي لديها الخدمة العسكرية الإجبارية، وجميع الذكور البالغ من العمر 18 عاما والذين تتراوح أعمارهم بين 17 عاما في سنة عيد ميلادهم 18 هي مسؤولة عن سنة واحدة من الخدمة الفعلية. على الرغم من أن دستور عام 1992 يسمح للاستنكاف الضميري، ولم يتم حتى الآن الموافقة على أي التشريعات التمكينية.
في يوليو 2005، بدأت المساعدات العسكرية في شكل القوات الخاصة الأميركية وصوله إلى قاعدة جوية باراغواي كيتو استيغاريبيا، وهو مجمع مترامي الأطراف التي بنيت في عام 1982.

### الانتخابات
يتم انتخاب رئيس الجمهورية بالانتخاب الشعبي المباشر لفترة رئاسة تمتد لمدة خمس سنوات، ويقوم رئيس الجمهورية بتعيين مجلس الوزراء.
والسلطة التشريعية تتمثل في مجلسين مجلس النواب ومجلس الشيوخ، وتتمثل السلطة القضائية في محكمة العدل العليا وهي أعلى سلطة قضائية في باراغواي، ويتعين أعضاؤها بناء على طلب من مجلس القضاء.

### الأحزاب
منذ نهايات القرن التاسع وبعد أن عانت الباراغوي من الحرب الثلاثية وضد التحالف الثلاثي (1870-1965) تم تكوين نظام الحزبين في البلاد، الحزب الملون والحزب الليبرالي، وكلاهما حزبان يمثلان الطبقات العليا في المجتمع، وقد تبادلا السلطة منذ تأسيسها في العام 1887 وكانا يمنعان أي محاولة لتشكيل حزب أو جهة ثالثة بحيث تستطيع منافستهما في السيطرة على الحكم السياسي.
ومنذ ذلك الوقت تشكلت في الباراغواي فترتين من السيطرة الطويلة للحزب الملون على الحكم حتى الحاضر (من عام 1887 - وحتى العام 1904 ومن عام 1947 وحتى عام 2008) وفترة من سيطرة الحزب الليبرالي على الحكم (من عام 1904 وحتى عام 1936 ومن عام 1937 وحتى العام 1940) ووجدت فترتين استثنائيتين (من تاريخ 17 شباط سنة 1936 وحتى 13 آب سنة 1937) والحكم العسكري لآخنيو مورينييغو والذي امتد من العام 1940 وحتى 1947م.
منذ عام 1947 استمر الحزب الملون في الحكم حتى عام 2008، وهذا يشمل 35 سنة من الديكتاتورية العسكرية، مما ساعدها في السيطرة على جزء كبير من السلطة وخاصة السيطرة على كل بنية الدولة ويشمل ذلك السلطة القضائية والقوات المسلحة.
خلال هذه المدة الطويلة من حكم الحزبين، لم يتمكن اليسار تشكيل مجال سياسي أو بديل له دوره وأثره وكانت ملاحقة اليسار واضطهاده الدائم من قِبل السلطات قد أدت إلى قطع التواصل التاريخي للاشتراكية الباراغوايانية، وهذا ما يبرر ظهور عدة منظمات وقوى على مدار التاريخ ولكن دون أن يكون لها الأثر الفعال أو تجميع للتجارب التاريخية.
مؤخراً ومنذ سقوط الحكم الديكتاتوري لالفردو سترواسنير (1989) والانفتاح الديمقراطي الذي تبعه يمكن ملاحظة مشاركة اليسار في الانتخابات، ومنذ ذلك الوقت ظهرت عدة منظمات توفر تنوع إيديولوجي والذي يمثل الوسط اليسار وحتى اليسار الراديكالي وهذا الأخير يمتنع على المشاركة في الانتخابات كليا. وجزء مهم من هذا اليسار يشارك وبشكل رئيسي في مسيرة التغيير التي تعيشها الباراغواي حالياً.
بتاريخ 20 نيسان 2009 احتفل بمرور 12 شهرا على الفوز التاريخي للأب السابق فرناندو لوغو في الانتخابات الرئاسية. وبعد مرور عام على هذه الحكومة، فإن المشهد السياسي الباراغواياني يمر بصعوبات كبيرة وملغم بمصائد لكي لا يتم المباشرة بالتغيير الذي وعد به في الانتخابات الأخيرة.

## الجغرافيا

### الأرض

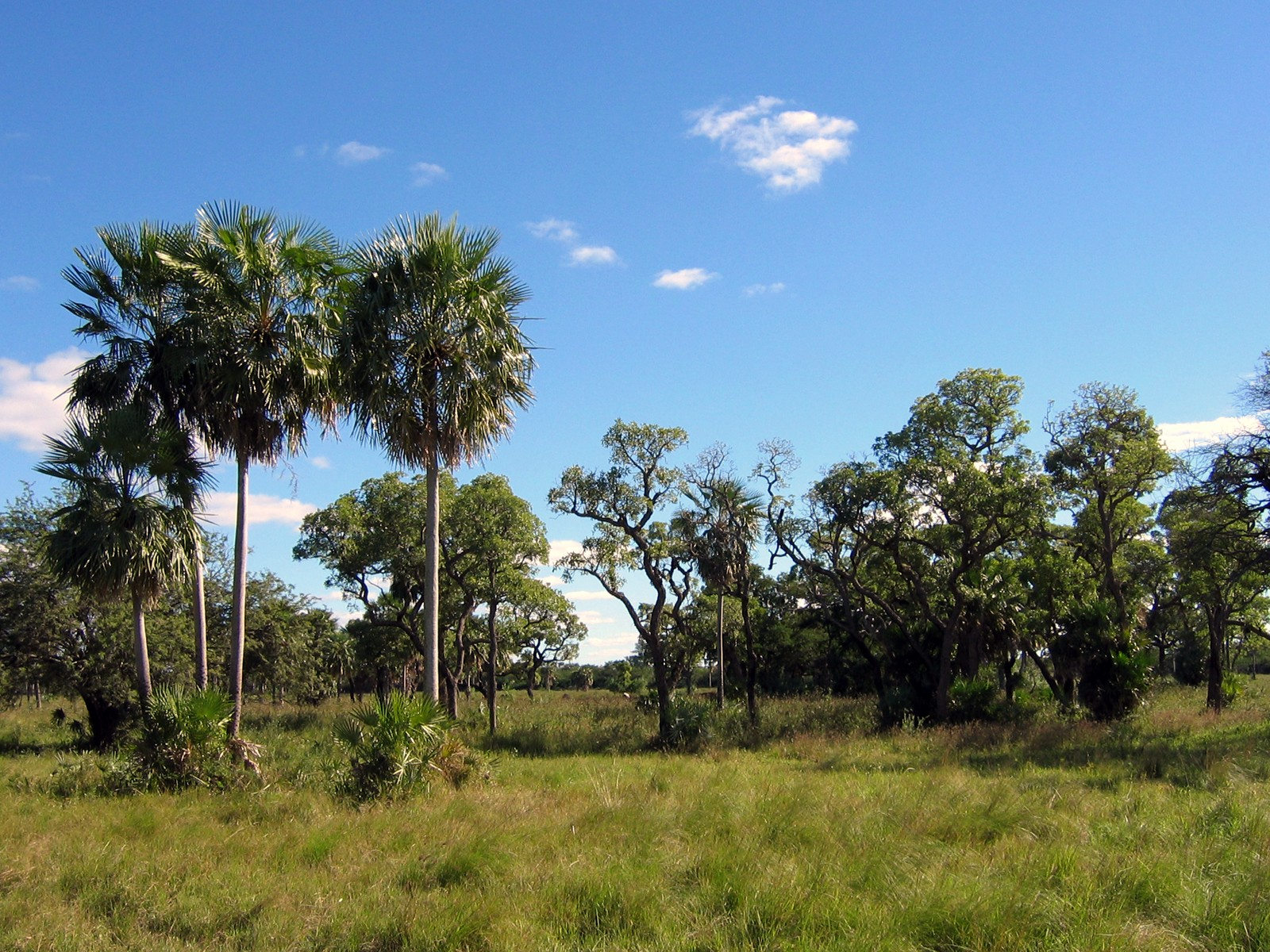
منظر طبيعي في غران تشاكو، باراغواي

تنقسم باراجواي بواسطة نهر باراغواي إلى منطقتين جغرافيتين متميزتين. المنطقة الشرقية (المنطقة الشرقية)؛ والمنطقة الغربية، والتي تسمى رسميًا غرب باراجواي (المنطقة الغربية) والمعروفة أيضًا باسم تشاكو، وهي جزء من غران تشاكو. تقع البلاد بين خطي عرض 19 درجة و 28 درجة جنوبًا وخطي طول 54 درجة و 63 درجة غربًا. يحيط اليابس بجمهورية باراغواي من جميع الجهات؛ وتقع بين الأرجنتين وبوليفيا والبرازيل.
يخترقها نهر باراغواي من الشمال إلى الجنوب، وقد منح اسمه للبلاد والاسم مأخوذ عن كلمة (هندية أمريكية تعني النهر المزدان، ويقسم النهر البلاد إلى نطاقين طبيعيين، القسم الشرقي ويشكل ثلث مساحة البلاد تقريباً وهذا القسم سهل منبسط، أما القسم الغربي من نهر باراغواي فهو قسم من نهر الشاكو العظيم والذي تكون من الرواسب النهرية التي تسيل من جبال الأنديز، ويشكل أكثر من نصف مساحة باراغواي، ولا توجد به مجار مائية واضحة، وإنما تنتشر به المستنقعات الفصلية.
يمتد إقليم «باراغواي الغربية» من باراغواي نحو بوليفيا إلى الغرب وإلى الأرجنتين في الجنوب والبرازيل في الشرق، ويشغل هذا الإقليم حوالي ثلاثة أخماس مساحة باراغواي وتغطي هذه المنطقة السهول والحشائش والمستنقعات والغابات المنخفضة والعديد من أشجار الكبراش، وتضم المنطقة الطبقات الصخرية المحملة بمياه مالحة لا تصلح للشرب أو الري.
أما «باراغواي الشرقية» والذي يقع ما بين كل من نهري باراغواي وبارانا، فتتكون باراغواي الشرقية من الامتداد الغربي لهضبة «بارانا»، التي تشكل مستجمعاً لمياه الأمطار إذ تنبع منها أفرع عديدة لنهر باراغواي ونهر بارانا، ويجري نهر بارانا من الأرجنتين حتى يصل إلي المحيط الأطلنطي، وعلى الحافة الغربية تنحدر الهضبة بشدة نحو منطقة من السهول السفحية الخصبة في اتجاه نهر باراغواي، بينما تنحدر شرقاً نحو نهر بارانا، وأهم الأنهار الموجودة في البلاد نهر بارانا ونهر باراغواي ونهر بيلكومايو وداخل الدولة يعتبر لاجويبوا هو المصدر الوحيد الواسع للمياه، وتوجد العديد من الشلالات داخل باراغواي أهمها شلالات سيتي كويداس.
ومن أعلى القمم في باراغواي قمة جبل سيرو بيرو والتي ترتفع 842 متر فوق مستوى سطح البحر.

### المناخ

خريطة تصنيف كوبن للمناخ في باراغواي

يسودها مناخ شبه مداري، وتهب عليها رياح محلية باردة في فصل الشتاء، وتنخفض الحرارة عند هبوبها، وتسقط الأمطار الغزيرة على القسم الشرقي من البلاد، وتقل الأمطار في الغرب، حيث تتحول إلى نطاق شبه صحراوي، وتسودها حشائش السفانا، وتنتشر بها الغابات المدارية في الغرب حول المجاري المائية.
وتتراوح درجات الحرارة في أسونسيون العاصمة ما بين 17 درجة مئوية في يوليو و27 درجة مئوية في يناير، وتتعرض منطقة تشاكوبوريال إلي أمطار غزيرة في فصل الصيف في حين تنعدم أمطارها في الشتاء.
يوجد فيها نهر بارغواي وهو نهر رئيسي يقع في جنوب وسط أمريكا الجنوبية يجري نحو البرازيل بولفيا ارغواي والأرجنتين، يتدفق حوالي 2,621 كيلومتر.
الأقاليم الجغرافية. يجري نهر باراغواي نحو الجنوب مخترقًا باراغواي، فيقسم البلاد إلى إقليمين رئيسيين، أولهما: إٍقليم تشاكو، الذي يدعى رسميًا باراغواي الغربية، وثانيهما: إقليم شرقي باراغواي، الذي يدعى رسميًا باراغواي الشرقية.
إقليم تشاكو. ويمتد من نهر باراغواي باتجاه الغرب. ويشكل جزءًا من إقليم جران تشاكو، وهو إقليم شاسع يمتد إلى الأرجنتين وبوليفيا. ويشغل إقليم تشاكو نحو ثلاثة أخماس مساحة باراغواي، ويقطن فيه أقل من 5% من سكان البلاد. وتغطي الأعشاب الخشنة، والغابات ذات الأشجار الخفيضة، والشجيرات الشائكة رقعة واسعة من الإقليم. وتتوزع في إقليم تشاكو هنا وهناك غابات من أشجار الكبراش وغيرها من الغابات ذات الأشجار الصلبة الأخشاب. ويذكر أن أشجار الكبراش تعد مصدرًا لحمض التنيك، وهو مادة كيميائية تستخدم في معالجة الجلود.
هناك عدة أنهار بطيئة الجريان تجري في الجزء الجنوبي والشرقي من إقليم تشاكو. فهناك نهر بيلكومايو، الذي يشكل الحدود الجنوبية الغربية لباراغواي مع الأرجنتين. غالبًا ما يحدث أن يفيض نهر بيلكومايو وغيره من الأنهار في إقليم تشاكو إثر الأمطار الغزيرة في الصيف. وهناك بعض الأنهار التي تفيض مياهها خلال فصل الشتاء الجاف، فتتشكل السبخات المالحة. وفي كثير من أنحاء إقليم تشاكو تتصف المياه الجوفية بنسبة عالية من الملوحة، مما يجعلها غير صالحة للشرب أو للري. وتتوزع مزارع تربية المواشي في أنحاء من الإقليم وعلى الأخص في الجنوب. وهناك قوم يتكلمون الألمانية ممن يدينون بالعقيدة المانونيتية، وهؤلاء قد أنشأوا عدة مستوطنات زراعية خاصة بهم في الجزء الأوسط من إقليم تشاكو. كما أن هناك قبائل متناثرة من الهنود الغوارانيين، تقطن في أصقاع نائية من الإقليم. إلا أن الجزء الأكبر من إقليم تشاكو غير أهل بالسكان.
إقليم باراغواي الشرقية. ويقع ما بين نهر باراغواي ونهر بارانا. ويشكل بارانا جزءًا من حدود باراغواي مع الأرجنتين والبرازيل. ويجري هذا النهر في الأرجنتين إلى أن يصل إلى المحيط الأطلسي. وعلى هذا فإن نهر بارانا يسهل لباراغواي منفذًا إلى البحر. ويشغل نجد بارانا الكثيف الغابات الثلث الشرقي من الإقليم. أما الجزء الباقي من الأقليم فيتألف من سهول منخفضة معشبة، ومن هضاب تتوزع فيها الغابات.
وهناك ما يزيد على 95% من إجمالي الباراغواويين يقطنون في إقليم باراغواي الشرقية، ويتوزع معظمهم بمحاذاة نهر باراغواي أو في الجزء الجنوبي الغربي من الإقليم، حيث تتناثر البلدات الصغيرة والقرى الزراعية في مختلف أرجاء الريف المتموج. وتقع آسنسيون على نهر باراغواي بالقرب من نقطة التقائه مع نهر بيلكومايو.
المناخ. حار رطب في معظم المناطق. ويُعدُّ إقليم تشاكو أشد أجزاء البلاد حرارة وجفافًا، أما نجد بارانا فأكثر الأجزاء برودة وأمطارًا. تقع باراغواي جنوب خط الاستواء، لذا فإن فصول السنة فيها بعكس الفصول في نصف الكرة الشمالي. ويبلغ متوسط درجات الحرارة في آسنسيون 19°م في يوليو و 29°م في يناير.
تتراوح كمية الأمطار التي تهطل في إقليم باراغواي الشرقية ما بين 125 و165سم سنويًا. وتهطل هذه الأمطار على مدار العام في الإقليم، أما كمية الأمطار في إقليم تشاكو فتتراوح ما بين 50 و 100سم سنويًا. وغالبًا ما يجتاح الإقليم مواسم من الجفاف شتاءً، ومواسم من الفيضانات صيفًا.

## السكان

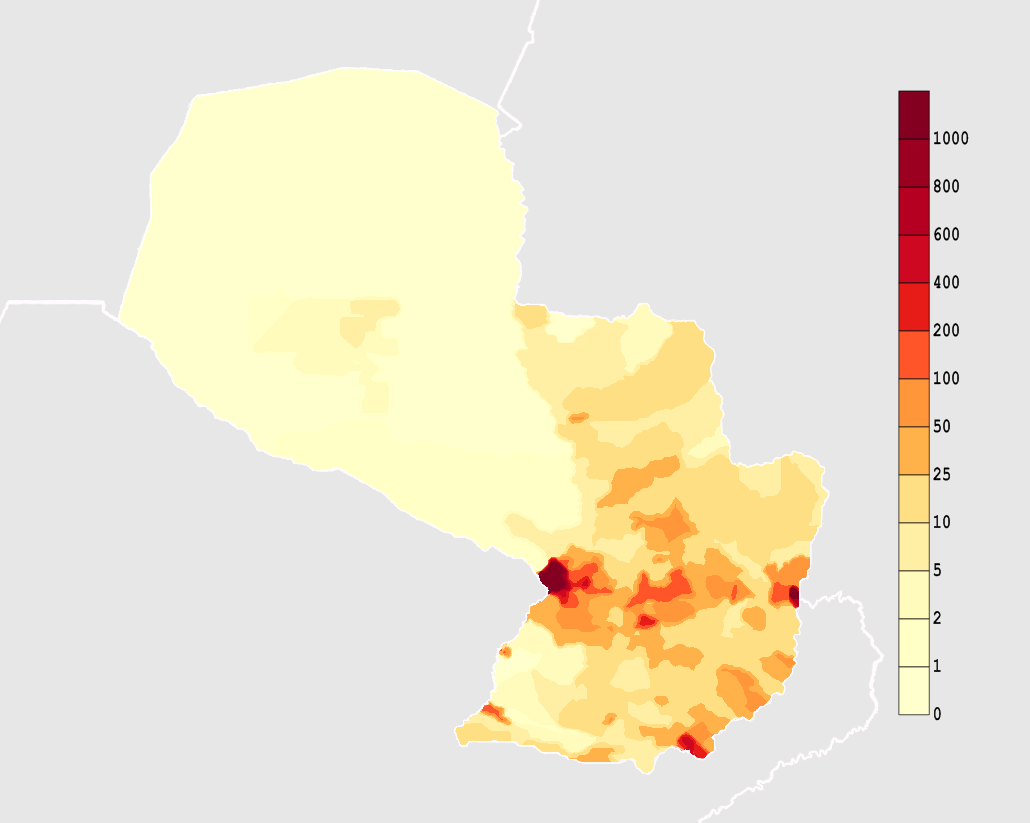
الكثافة السكانية بالباراغواي في الكم المربع

لقد تناقص عدد السكان نتيجة الحروب مع جيرانها، ويتكون سكانها من عناصر المستيزو (خليط أوروبي هندي)، ويشكلون حوالي 98% من جملة السكان، وإلى جانبهم حوالي (50) ألفاً من الهنود الأمريكيين، وأقلية زنجية من الأفارقة، وأقلية من الأوروبيين، والسكان حوالي 4 ملايين نسمة.
يبلغ عدد السكّان: 6.831.306 نسمة؛ طبقاً لتقديرات يوليه 2008. ويبلغ معدَّل النموّ السُّكّاني: 2.39%، طبقاً لتقديرات عام 2008. ومعدل المواليد: 28.47 مولوداً، لكل 1000 نسمة، طبقاً لتقديرات عام 2008.
ومعدل الوفيات: 4.49 حالات، بين كل 1000 نسمة، طبقاً لتقديرات عام 2008. ومعدل الهجرة (منها): -0.07 مهاجر، لكل 1000 نسمة، طبقاً لتقديرات عام 2008. ومعدل وفيّات الأطفال، طبقاً لتقديرات عام 2008. وينتمي 95%، من سكان باراغواي إلى خليط من الأسبان والهنود الأمريكيين، والآخرين 5%. يتركز سكانها في الجزء الجنوبي من أراضيها.
ويقطن ما يزيد على 95% منهم في الجزء الشرقي من البلاد. أما الباقون فيقطنون في الغرب، أو في إقليم تشاكو، حيث تؤدي التربة الفقيرة، والمناخ الجاف، وعدم توافر طرق المواصلات إلى عزوف الناس عن الاستيطان في تلك المنطقة.
ولقد سبق للهنود الغوارانيين أن أقاموا في باراغواي الحالية قبل أمد طويل من مجيء المستوطنين الأسبان الأوائل خلال القرن السادس عشر الميلادي. ومع مرور الزمن حصل تزاوج بين الكثير من الهنود والأسبان، بحيث أصبح نحو 95% من إجمالي الباراغواويين في الوقت الحاضر من المستيزو، أي من المولدين من أصل أبيض وهندي. وهناك فئة قليلة من السكان من أصل خالص، وهؤلاء يقطنون في إقليم تشاكو. كذلك هناك بعض السكان ممن ينحدرون من أصل صيني أو ألماني أو كوري أو ياباني، وهؤلاء يشكلون أقليات.
الباراغواويون الريفيون يشكلون نحو نصف عدد سكان الدولة والكثير منهم يعملون في مزارع كبيرة تنتج محاصيل للتصدير. يشاهد بعض المزارعين أثناء فترة الغداء. ويوجد في باراغواي قطاع واسع من الطبقة الدنيا، وهذه تشمل جميع أبناء الأرياف تقريبًا، ومعظم سكان المدن. أما الباراغواويون الذين ينتمون إلى الطبقة الوسطى، والذين يقطن غالبيتهم في المناطق الحضرية، فيشكلون نسبة قليلة من السكان، ولكنها آخذة في التزايد. وأما أبناء الشعب من الطبقة العليا الضئيلة العدد، فهم بصورة رئيسية من المسؤولين، والقادة العسكريين، وأثرياء الملاك، ورجال الأعمال. ويقطن نحو نصف الباراغواويين (48%) في الأرياف، ومعظمهم من المزارعين الذين يزرعون من أجل أسرهم بصورة رئيسية. وهناك باراغواويون ريفيون آخرون يعملون في مزارع لتربية المواشي، أو في مزارع كبيرة لإنتاج محاصيل للتصدير، أو في الغابات، أو في مصانع لتصنيع المنتجات الزراعية أو الغابية.
يسكن معظم الباراغواويين الريفيين في بيوت ذات غرفة واحدة، وتدعى رانشو. وأكثر بيوت الرانشو ذات أرضية ترابية وجدران من القصب أو الخشب أو القرميد، وسقف من القش ذي سطح مائل، يزيد في سرعة انسياب المطر الغزير. وهناك سقيفة أو (غرفة مستودع) منفصلة عن البيت أو ملحقة به بمثابة مطبخ. ومما يذكر أن النزر القليل من البيوت فيها أنابيب مياه أو تمديدات صحية.
ويقطن نحو نصف سكان باراغواي (52%) في المدن، والبلدات. وتعد مدينة آسنسيون، العاصمة، أكبر مدينة بدون منازع. ويبلغ عدد سكانها زهاء نصف مليون نسمة. وثمة مدن رئيسية أخرى، وهي فرناندو دي لامورا، ولا مباريه، وبورتو برزانت ستروسنر، وسان لورنزو. ويدخل في عداد سكان المدن الحرفيون، والعمال غير الحرفيين، وعمال المصانع، والعاملون في الدولة، والعاملون في المكاتب، وأصحاب المحلات التجارية، والمهنيون. وبصورة عامة فمستوى المعيشة بالنسبة للباراغواويين الحضريين أعلى من مستوى معيشة أبناء المناطق الريفية. وتمتاز المدن بنوعية أفضل من المدارس، كما تمتاز بتعدد الخدمات الطبية، وغيرها من الخدمات، وبتنوع المرافق الثقافية.
يسكن الكثير من أبناء المدن في بيوت صغيرة من الآجر، أو الجص مطلية بالبَسْتَل (عجينة من صبْغ مسحوق). وللبيوت أسطح يكسوها القرميد، وهناك شبك معدني يغطي النوافذ. أما أولئك الذين يعانون من فقر مدقع، فيسكنون في أكواخ مبنية من بقايا الأخشاب أو المعدن. ويذكر أن آسنسيون تختلف عن الكثير من غيرها من المدن الكبرى في أمريكا اللاتينية، من حيث عدم وجود أحياء فقيرة فيها مبعثرة هنا وهناك.

## الثقافة

### اللغة
هناك لغتان رسميتان في باراغواي، وهما الأسبانية والغوارانية. فالأسبانية هي اللغة المستخدمة في المدارس، وفي الدوائر الحكومية، وفي التجارة. إلا أن الشعب في جميع أنحاء باراغواي، يستخدم بصورة عامة اللغة الغوارانية في الحديث اليومي. أما الكتب، والصحف اليومية والمجلات فتصدر بكلتا اللغتين.

### الملابس
لباس الباراغواويين الحضريين هو الزي الغربي. أما الريفيات فيرتدين نوعًا من الشال يدعى ريبوزو، وثوبًا بسيطًا أو تنورة وبلوزة. وأما الريفيون فيرتدون بصورة عامة سروالاً فضفاضًا يدعى بومباتشاز، وقميصًا أو سترة، ومنديلاً للرقبة، وبونشو وهو رداء عادةً ما يكون من الصوف يغطي الكتفين. ومعظم الباراغواويين الريفيين يمشون حفاة الأقدام.

### الطعام
يكثر الباراغواويون من أكل اللحوم، وبخاصة لحم البقر. وغالبًا ما يطهى لحم البقر مع الخضراوات بالقلي البطيء، ويدعى الطبق بوتشيرو. وهناك طعام آخر معروف وهو المنيهوت (الكسافا)، وهو نوع من الخضراوات ذات الجذور النشوية. يسلق المنيهوت أو يطحن ناعمًا كالدقيق، ويعمل على شكل خبز يدعى تشيبا، وهناك الشوربا الباراغواوية التي غالبًا ما تقدم في المناسبات الخاصة، والتي تتألف من ذرة تطهى مع البيض، والحليب، والبصل، والجبن. وأما المشروب المفضل فهو شاي يدعى الماتيه، ويعرف باسم ماتا أو يوربا ماتا فقط، ويصنع هذا المشروب من أوراق شجر ينمو في الغابات الشرقية.

### الفنون
تعكس مختلف الفنون الباراغواويّة أثر الثقافة الهندية الغوارانية. فالموسيقى الشعبية على سبيل المثال ذات إيقاع بطيء، وتعزف على سلم موسيقي منخفض حزين يميز الموسيقى الغوارانية التقليدية. ومن المألوف أن يصور الفنانون الثقافة الغوارانية في رسوماتهم. كما أن أرباب الحرف يستخدمون تصاميم غوارانية في صنع الأواني الخزفية والسلال المنسوجة يدويًا. إلا أن أشهر حرفة يدوية هي صناعة دانتيلا ناندوتي التي تقوم بها النساء في بلدة إيتاوغوا. ومعنى ناندوتي في اللغة الغوارانية بيت العنكبوت. ومثل الأشكال المعقدة على دانتيلا ناندوتي الأزهار، والحيوانات وسائر الأشياء المألوفة.
لقد قامت البعثات التنصيرية الأسبانية، التي بدأت تتوافد إلى باراغواي خلال القرن السادس عشر الميلادي، بتطوير شكل مكتوب للغة الغوارانية. إلا أنه لم يتم استخدام اللغة الغوارانية في مجال الأعمال الأدبية حتى القرن العشرين، ولا يكاد الأدب الغواراني يعرف حاليًا خارج نطاق باراغواي. ويذكر أن العديد من الأعمال الأدبية الباراغواوية التي تم تدوينها باللغة الأسبانية تتناول أحداثًا تاريخية مرت بها البلاد.

## التعليم
تبلغ نسبة المتعلمين بالقراءة والكتابة، بين الذين تزيد أعمارهم على 15 سنة، طبقاً لتقديرات عام 2003، بين إجمالي السكان: حوالي 94% وبين الذكور: 94.9% وبين الإناث: 93%. وتوفر الدولة التعليم الرسمي المجاني حتى المستوى الجامعي. كما أن في باراغواي العديد من المدارس الخاصة التي تتقاضى رسومًا لقاء التعليم. ويوجب القانون على الأطفال الذين تتراوح أعمارهم ما بين السابعة والرابعة عشرة الالتحاق بالمدرسة. إلا أنه لا يجري تنفيذ القانون تنفيذًا صارمًا، وبخاصة في المناطق الريفية. فهناك الكثير من الأطفال الريفيين الذين لا يلتحقون بالمدرسة أبدًا، أو أنهم ينقطعون عن الدراسة لمساعدة ذويهم في فلاحة الأرض. وفضلاً عن ذلك، فهناك مناطق ريفية عديدة تعاني من نقص في أعضاء هيئة التدريس، والبعض الآخر ليس فيه مدارس على الإطلاق. وباراغواي لديها العديد من الجامعات، مثل جامعة أسونسيون الوطنية التي تأسست في عام 1889 والجامعة الكاثوليكية، ولها فروع في كل من آسنسيون، وفيلاريكا، وكونسبسيون، وإنكارناسيون، وبيدرو خوان كابالليرو.
التعليم الابتدائي مجاني وإلزامي ويستغرق تسع سنوات. بينما يستغرق التعليم الثانوي ثلاث سنوات. في عام 2005 م، كان صافي معدل الالتحاق بالمدارس الابتدائية من 88 في المائة. كان الإنفاق الحكومي على التعليم يقدر بحوالي 4.3 ٪ من الناتج المحلي الإجمالي في وقت مبكر مع مطلع الألفية الجديدة.
احتلت باراغواي المرتبة 98 في مؤشر الابتكار العالمي عام 2023.

## الصحة
تبلغ ميزانية الحكومة للصحة 2,6 % من الناتج المحلي الإجمالي، ويبلغ الإنفاق الخاص على الصحة 5,1 %.

## الدين

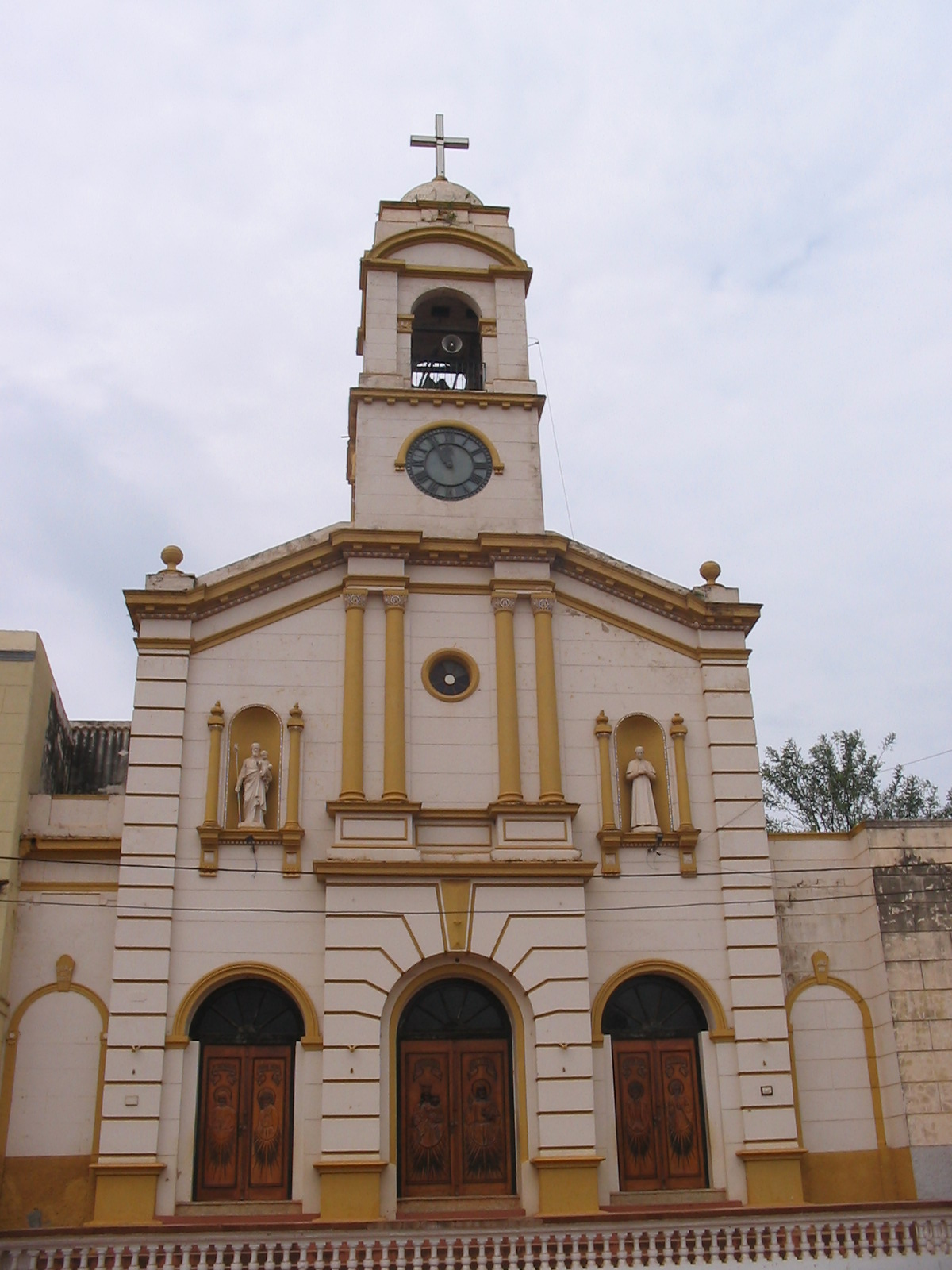
كنيسة كاثوليكية في كونسبسيون، باراغواي.

ينص الدستور على أن الكاثوليكية هي دين الدولة الرسمي، إلا أنه يضمن حرية العبادة. فالبروتستانت، الذين معظمهم من طائفة المانونيت يشكلون نحو 1% من السكان، بينما يشكل الروم الكاثوليك 89.6% من إجمالي السكان؛ والبروتستانت، 6.2%؛ ومسيحيون آخرون 1.1%، وآخرون غير مصنفين 1.9%، وبلا ديانة 1.1%، طبقاً للتعداد السكاني عام 2002.
والمسلمون في باراغواي أقلية، وفي سبيل ذلك تم إنشاء مركز إسلامي هناك في عام 1990 في العاصمة «أسنسيون» وله فرع آخر في مدينة «إنكرناسيون» وهو عضو في «المنظمة الإسلامية لأمريكا اللاتينية والكاريبي» التي مركزها الأرجنتين، وهو عضو في رابطة العالم الإسلامي. ويتركز مسلمي بارغواي في العاصمة أسنسيون ومدينة إنكرناسيون.

## الاقتصاد

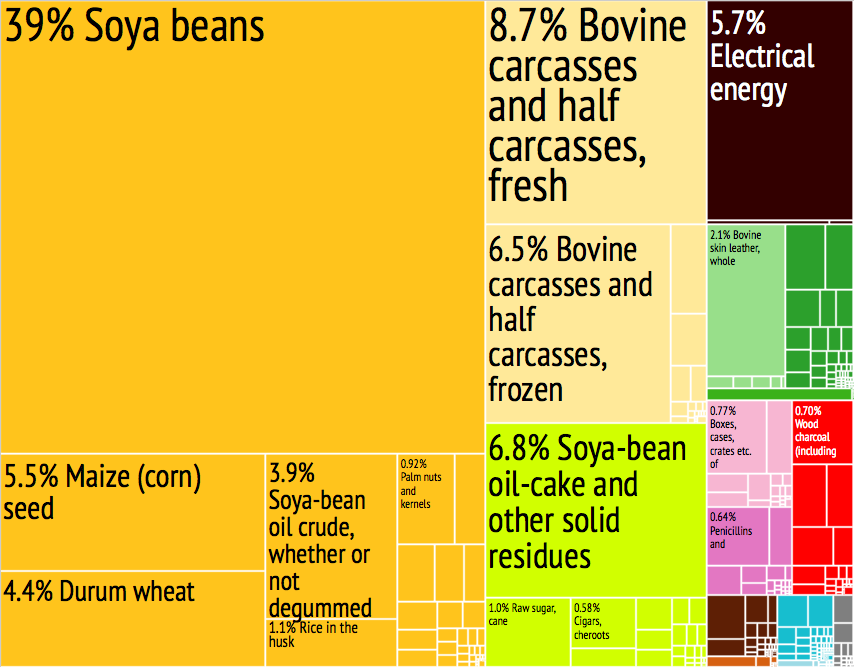
تصوير بياني لصادرات المنتجات باراغواي في 28 فئات مرمزة.

الزراعة حرفة السكان الأساسية، ويعمل بها حوالي 47% من السكان، فالبلاد من أخصب مناطق الزراعة بأمريكا الجنوبية، فالأراضي القابلة للزراعة تزيد علي مليون هكتار، وما يزرع منها لا يتجاوز الخمس، وأهم الحاصلات الذرة، والأرز، والكاسافا، ويزرع الموز والشاي، والعديد من الخضر والفاكهة، وثروتها الحيوانية تتكون من الأبقار، والأغنام، والماعز، والخيول، ويبلغ إنتاجها من الأخشاب حوالي (5 ملايين) متر مكعب سنوياً، والبلاد فقيرة في الثروة المعدنية. ولقد بدأت في إنتاج كميات قليلة من البترول من إقليم الشاكو، والصناعة متخلفة وتقوم على الأخشاب، وحفظ اللحوم، والزيوت النباتية، ولقد تحسنت الأحوال الاقتصادية، ونمت الصناعة بعد توليد الطاقة الكهربائية من المساقط المائية.
باراغواي بلد لا تطل على أية منافذ بحرية. وهي تتمتع باقتصاد السوق الحر، ويعتمد اقتصادها على قطاعٍ كبير غير رسمي، يضم أنشطة إعادة تصدير السلع الاستهلاكية المستوردة، إلى الدول المجاورة، وآلاف الشركات الصغيرة والباعة المتجولين في المناطق الحضرية. وتعتمد نسبة كبيرة من السكان، خاصة في المناطق الريفية، على زراعة الكفاف من أجل معيشتهم. وبسبب التأثير الكبير للسوق غير الرسمي، كان من الصعب الحصول على قياسات دقيقة للاقتصاد. أما بالنسبة إلى متوسط دخل الفرد، فلم يتغير عن معدله منذ العام 1980.
ويعزو معظم المراقبين سوء الأداء الاقتصادي في باراغواي إلى: عدم الاستقرار السياسي؛ والفساد؛ وعدم إحراز تقدم في الإصلاح الهيكلي؛ والديون الكبيرة، الداخلية والخارجية؛ ونقص البنى التحتية.
انتعش اقتصادها بين عامي 2003 – 2008، ويعزى ذلك إلى زيادة الطلب العالمي على السلع الأساسية وارتفاع أسعارها، وهي ظروف مواتية دفعت الحكومة إلى دعم سلعها الأساسية المعدة للتصدير وتوسيعها. وتُعد باراغواي سادس أكبر منتج للفول الصويا في العالم.
ضرب الجفاف الباراغواي في العام 2008، فتراجعت صادراتها الزراعية، وكذلك النمو الاقتصادي. وقد حدث ذلك كله قبل وقوع الأزمة الاقتصادية العالمية. وقد تراجع الاقتصاد بنسبة 3.8% عام 2009، بسبب انخفاض الطلب العالمي على السلع، فضلاً عن ارتفاع أسعار السلع الأساسية، مما أدى إلى تراجع الصادرات. فكان رد فعل الحكومة هو تقديم حزم تحفيز مالية ونقدية؛ فاستعاد الاقتصاد نموه على مستوى 13% عام 2010، وهو الأعلى في بلدان أمريكا الجنوبية، ولكنه تباطأ إلى 4% عام 2011، بسبب تراجع الحوافز. وفي عام 2012، ضرب البلاد جفاف شديد، وتفشت أمراض أصابت الفم والأقدام، مما أدى إلى انخفاض في الصادرات الزراعية، خاصة لحوم الأبقار وغيرها، فانكمش الاقتصاد حوالي 0.5%.
وما تزال سياسات البلاد غير الواضحة، والفساد والتقدم المحدود على طريق الإصلاح الهيكلي، وفقر البنية التحتية، هي العقبات الرئيسية، التي تعترض النمو الاقتصادي على المدى الطويل.
ومن أهم المنتجات الزراعية في باراغواي: القطن، وقصب السكر، وفول الصويا، والقمح، والذرة، والتبغ، والتابيوكا (لصنع البودنج)، والفواكه، والخضراوات، ولحوم الأبقار والخنازير، والبيض، واللبن، والخشب. ومن أهم الصناعات في باراغواي: السكر، والأسمنت، والمنسوجات، والمشروبات، والمنتجات الخشبية، والصلب، وصناعة استخراج المعادن، والطاقة الكهربائية. وكان معدل نموّ الإنتاج الصناعي: 6.5%، طبقاً لتقديرات عام 2010.
وأهم الواردات هي السيارات، والسلع الاستهلاكية، والتبغ، والمنتجات النفطية، والآلات الكهربائية، والجرارات، والكيماويات، وقطع غيار السيارات.
ج. أهم الدول المُصْدِّرة لباراغواي: البرازيل 27.5%، والصين 16.9%، والولايات المتحدة الأمريكية 15%، والأرجنتين 14.8%، وتشيلي 4.4%.

### الصناعة والتصنيع
ينتج القطاع الصناعي نحو 25 في المئة من الناتج المحلي الإجمالي للباراغواي، وتوظف نحو 31 في المئة من القوة العاملة، يقوم البنك الدولي بإدراج قائمة الدول المنتجة الكبرى كل عام، بناءً على القيمة الإجمالية للإنتاج. وبحلول قائمة عام 2019، احتلت باراجواي المرتبة 79 من حيث الصناعة الأكثر قيمة في العالم (6.9 مليار دولار). وكانت الدولة سابع أكبر منتج لزيت فول الصويا في العالم في عام 2018. زاد الإنتاج بنسبة 2.9 في المئة في عام 2004، بعد خمس سنوات من تراجع الإنتاج. رغم اتصافه بالاقتصاد الزراعي، فالباراغواي يعطي بعض علامات للنمو الصناعي في الأجل قادمة. فصناعة المستحضرات الصيدلانية وسرعان ما حلت محل الموردين الأجانب في تلبية احتياجات البلد في مجال المستحضرات. شركات الباراغواى الآن تلبي 70 في المئة من الاستهلاك المحلي، وبدأت في التصدير المستحضرات.
يلاحظ نمو قوي واضح في إنتاج زيوت الطعام والملابس والسكر العضوي، وتجهيز اللحوم، ومنتجات الصلب. ومع ذلك، تبقى الحاجة لمزيد من الاستثمارات في القطاع الصناعي. بعد الكشف عن فساد مالي واسع النطاق في سنوات 1990، فإن الحكومة لا تزال تعمل على تحسين خيارات الائتمان للأعمال التجارية في باراغواي. الصناعة التحويلية في عام 2003 شكلت 13.6 في المئة من الناتج المحلي الإجمالي، وأصبح هذا القطاع يوظف نحو 11 في المئة من السكان القادرين على العمل في عام 2000. يركز اقتصاد باراغواي في الأساس على تصنيع المواد الغذائية والمشروبات. منتجات الأخشاب ومنتجات الورق والجلود والفراء والمنتجات غير المعدنية الفلزية المجاميع تسهم أيضا في الصناعات التحويلية. النمو المطرد في الصناعة التحويلية في الناتج المحلي الإجمالي خلال سنوات 1990 (1.2 في المئة سنويا) وضعت الأساس لعامي 2002 و 2003، عندما ارتفع معدل النمو السنوي إلى 2.5 في المئة.
يعتبر اقتصاد باراغواي اقتصادًا متطورًا؛ فصناعات الخدمات والزراعة، بما في ذلك الغابات، هي المصدر الذي يوفر الناتج الوطني الإجمالي، أي القيمة الإجمالية لجميع السلع، والخدمات التي يتم إنتاجها في الدولة سنويًا. وهناك الكثير من المشروعات التجارية والصناعات، التي تعود ملكيتها للقطاع الخاص. إلا أن الحكومة الوطنية تؤدي دورًا رئيسيًا في التخطيط الاقتصادي والتنمية الاقتصادية؛ إذ إنها تمتلك أيضًا شركات في عدد من المجالات كالأعمال المصرفية، والتصنيع، والنقل، وإنتاج الطاقة.
صناعات الخدمات. تدر هذه الصناعات نحو 55% من الناتج الوطني الإجمالي لباراغواي، وتعمل على تشغيل نحو 45% من الطاقة العاملة. ومعظم العاملين يعملون في هيئات حكومية، أو في المحلات التجارية والمطاعم والفنادق؛ والمصارف؛ وفي مراكز الرعاية الصحية؛ وفي المدارس. وهناك آخرون يعملون في مجالات أخرى كالنقل والمواصلات.
فلاح يقطع قصب السكر في إحدى المزارع، إن قصب السكر والمحاصيل الأخرى كالأرز والقطن والتبغ، تنمو نموًا جيدًا في تربة باراغواي الخصبة ومناخها الحار والرطب.

### الزراعة والغابات
وتشكلان إلى حد كبير أساس اقتصاد باراغواي؛ إذ إنهما المصدر الذي يوفر نحو 30% من الناتج الوطني الإجمالي للدولة، ويعملان على تشغيل نحو 45% من مجموع العاملين. وتشغل مزارع كبرى لتربية المواشي أجزاء مختلفة من إقليم تشاكو، ورقعة واسعة من إقليم باراغواي الشرقية. ويتميز إقليم باراغواي الشرقية بتوافر أفضل أنواع التربة في البلاد. ويقوم المزارعون بزراعة مختلف أنواع المحاصيل، بما في ذلك المنيهوت (الكسافا)، والقطن، والذرة، والأرز، وفول الصويا، وقصب السكر، والتبغ. إلا أن المزارع لا تشغل تقريبًا سوى خُمس الأراضي التي يمكن استغلالها في باراغواي في زراعة المحاصيل. وأحد الأسباب في ذلك هو أن الكثير من المزارعين لا يزرعون ما يفيض كثيرًا عن حاجة أسرهم من المحاصيل الزراعية. وفضلاً عن ذلك فإن استخدام المعدات والطرق التقليدية، يحول دون قيام الفلاحين بفلاحة أكبر قدر ممكن من الأراضي. وهناك الكثير من الفلاحين الذين لا يملكون أرضًا أو يستأجرونها. إنما هم ممن وضعوا أيديهم على أراضٍ عامة أو خاصة. إنهم يشتغلون في قطع صغيرة من الأرض إلى أن تتحول التربة إلى تربة مجدبة، وعندها ينتقلون إلى منطقة أخرى.
تربية المواشي من الأنشطة الاقتصادية الرئيسية في إقليم باراغواي الشرقية. وتعد السهول المنخفضة المعشبة ـ والتي تشغل رقعة كبيرة من الإقليم ـ مثالية لرعي المواشي، ومنذ منتصف القرن العشرين عمدت الحكومة إلى وضع برامج تهدف إلى حث الفلاحين على استخدام المعدات، والطرق الحديثة وعلى شراء الأراضي في المناطق البكر.
تشغل الأحراج نحو نصف مساحة باراغواي، وتعد من أثمن موارد الدولة الطبيعية، فهناك أنواع كثيرة من الأشجار يتم قطعها من أجل الأخشاب. كذلك فإن أشجار الكبراش التي تنمو في إقليم تشاكو بصورة رئيسية، يتم استغلالها من أجل حمض التنيك الذي يُستخدم في دباغة جلود الحيوانات. كما تُستخدم أوراق شجر الآس البري (البهشية) في صنع شاي الماتيه، وثمة أشجار ثمينة أخرى، من بينها أشجار الحمضيات البرية، والأرز، وأشجار جوز الهند.

## الرياضة

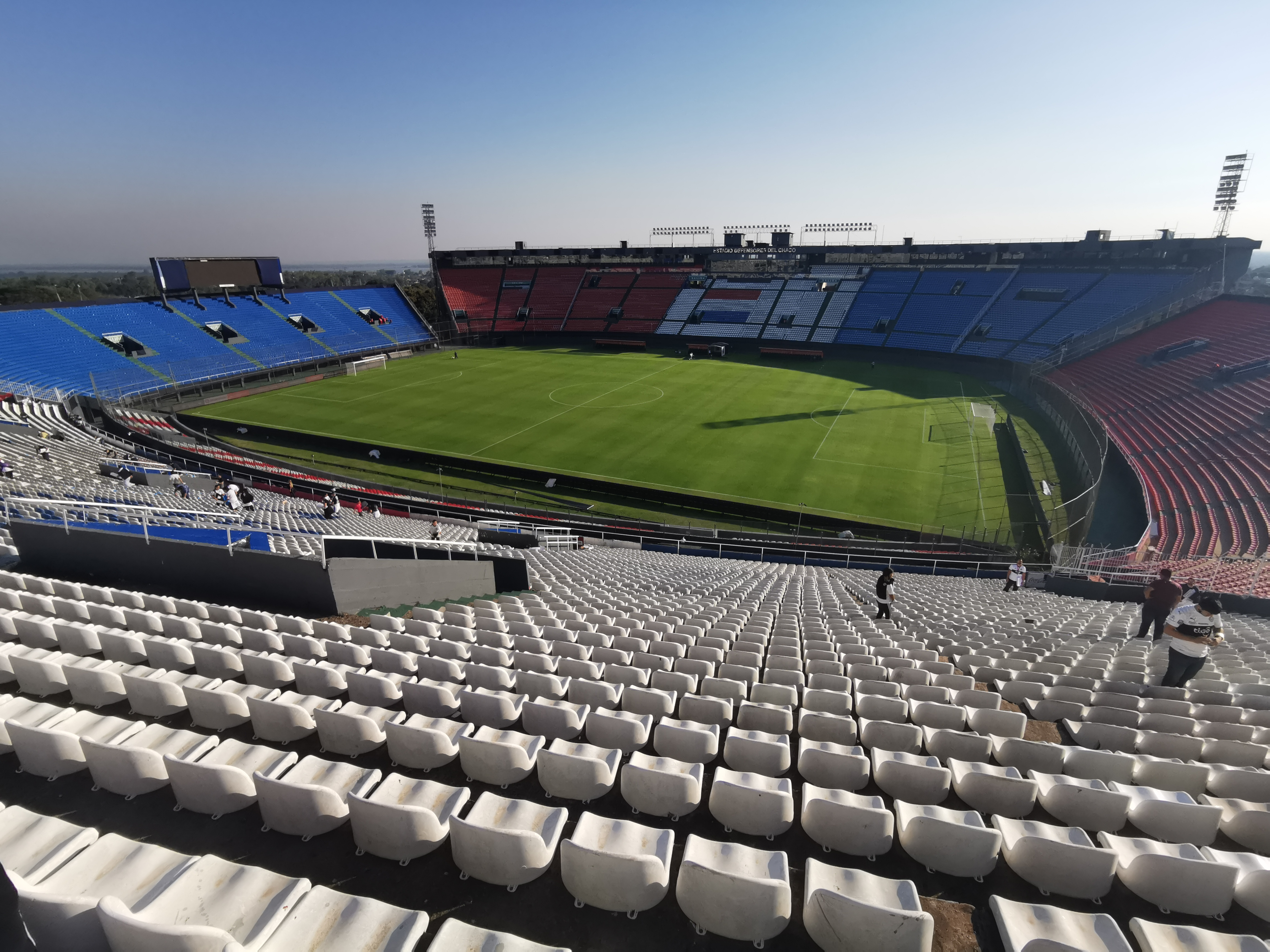
ملعب ديفنسوريس دل تشاكو